# Lijst van brutoformules C22
Dit lemma is een onderdeel van de lijst van brutoformules met 22 koolstofatomen.

## C22H12
| Brutoformule                   | Naam                   |
| ------------------------------ | ---------------------- |
| {\displaystyle {\ce {C22H12}}} | Antantreen             |
| {\displaystyle {\ce {C22H12}}} | Benzo[ghi]peryleen     |
| {\displaystyle {\ce {C22H12}}} | Indeen(1,2,3-cd)pyreen |

## C22H14
| Brutoformule                            | Naam                  |
| --------------------------------------- | --------------------- |
| {\displaystyle {\ce {C22H14}}}          | Dibenzo(a,h)antraceen |
| {\displaystyle {\ce {C22H14}}}          | Pentaceen ~ als Aceen |
| {\displaystyle {\ce {C22H14}}}          | Piceen                |
| {\displaystyle {\ce {C22H14Cl2I2N2O2}}} | Closantel             |

## C22H17
| Brutoformule                          | Naam                    |
| ------------------------------------- | ----------------------- |
| {\displaystyle {\ce {C22H17ClN2}}}    | Clotrimazol ~ als azool |
| {\displaystyle {\ce {C22H17ClF3N3O}}} | Indoxacarb              |
| {\displaystyle {\ce {C22H17N3O5}}}    | Azoxystrobin            |

## C22H18
| Brutoformule                          | Naam       |
| ------------------------------------- | ---------- |
| {\displaystyle {\ce {C22H18Cl2FNO3}}} | Cyfluthrin |
| {\displaystyle {\ce {C22H18N2O4}}}    | Famoxadone |
| {\displaystyle {\ce {C22H18O5}}}      | Cortisol   |

## C22H19
| Brutoformule                         | Naam |
| ------------------------------------ | --- |
| {\displaystyle {\ce {C22H19Br2NO3}}} | Deltamethrin                                                                                                  |
| {\displaystyle {\ce {C22H19ClO3}}}   | Atovaquone |
| {\displaystyle {\ce {C22H19Cl2NO3}}} | cypermetrine ~ IUPAC: (RS)-cyano-3-fenoxybenzyl-2,2-dimethyl-3-(2,2-dichloorvinyl)-cyclopropaan-1-carboxylaat |
| {\displaystyle {\ce {C22H19NO4}}}    | Bisacodyl |
| {\displaystyle {\ce {C22H19N3O4}}}   | Tadalafil |

## C22H20
| Brutoformule                       | Naam |
| ---------------------------------- | --- |
| {\displaystyle {\ce {C22H20CoO4}}} | Kobalt(II)naftenaat |
| {\displaystyle {\ce {C22H20O4Pb}}} | Lood(II)naftenaat |
| {\displaystyle {\ce {C22H20O13}}}  | Karmijn ~ IUPAC: 7-β-D-glucopyranosyl-3,5,6,8-tetrahydroxy-1-methyl- 9,10-dioxo-2-antraceencarbonzuur ~ Ook wel E120, karmijnzuur |

## C22H21
| Brutoformule                         | Naam                            |
| ------------------------------------ | ------------------------------- |
| {\displaystyle {\ce {C22H22ClNO6}}}  | Ochratoxine C ~ als Ochratoxine |
| {\displaystyle {\ce {C22H21Cl3N4O}}} | Rimonabant                      |
| {\displaystyle {\ce {C22H22N6O7S2}}} | Ceftazidim                      |

## C22H22
| Brutoformule                      | Naam                         |
| --------------------------------- | ---------------------------- |
| {\displaystyle {\ce {C22H22O8}}}  | Podofyllotoxine              |
| {\displaystyle {\ce {C22H22O11}}} | Quercitrone ~ als Schijtgeel |

## C22H23
| Brutoformule                         | Naam           |
| ------------------------------------ | -------------- |
| {\displaystyle {\ce {C22H23ClN2O2}}} | Loratadine     |
| {\displaystyle {\ce {C22H23ClN6O}}}  | Losartan       |
| {\displaystyle {\ce {C22H23Cl3N4O}}} | Rimonabant     |
| {\displaystyle {\ce {C22H23NO7}}}    | Noscapine      |
| {\displaystyle {\ce {C22H23ClN2O2}}} | Loratadine     |
| {\displaystyle {\ce {C22H23N5O2}}}   | Roquefortine C |

## C22H24
| Brutoformule                         | Naam |
| ------------------------------------ | --- |
| {\displaystyle {\ce {C22H24ClN3O}}}  | Azelastine |
| {\displaystyle {\ce {C22H24ClN5O2}}} | Domperidon |
| {\displaystyle {\ce {C22H24N2O8}}}   | Doxycycline ~ IUPAC: 2-(amino-hydroxy-methylideen)-4-dimethylamino -5,10,11,12a-tetrahydroxy-6-methyl- 4a,5,5a,6-tetrahydro-4H-tetraceen-1,3,12-trion |
| {\displaystyle {\ce {C22H24N2O8}}}   | Tetracycline ~ IUPAC: 2-(amino(hydroxy)methylideen)-4-dimethylamino-6,10,11,12a-tetrahydroxy-6-methyl-4,4a,5,5a-tetrahydrotetraceen-1,3,12-trion      |

## C22H25
| Brutoformule                         | Naam |
| ------------------------------------ | --- |
| {\displaystyle {\ce {C22H25ClN2OS}}} | Zuclopentixol |
| {\displaystyle {\ce {C22H25F2NO4}}}  | Nebivolol |
| {\displaystyle {\ce {C22H25NO6}}}    | Colchicine ~ IUPAC: (S)-N-(5,6,7,9-tetrahydro-1,2,3,10-tetramethoxy-9-oxo-benzo[a]heptalen-7-yl)acetamide ~ in planten |
| {\displaystyle {\ce {C22H25N3O7S}}}  | Ertapenem |

## C22H26
| Brutoformule                          | Naam          |
| ------------------------------------- | ------------- |
| {\displaystyle {\ce {C22H26ClN7O2S}}} | Dasatinib     |
| {\displaystyle {\ce {C22H26N2O4S}}}   | Diltiazem     |
| {\displaystyle {\ce {C22H26O3}}}      | Bioresmetrine |
| {\displaystyle {\ce {C22H26O3}}}      | Cismetrine    |
| {\displaystyle {\ce {C22H26O3}}}      | Resmethrine   |

## C22H28
| Brutoformule                         | Naam                                               |
| ------------------------------------ | -------------------------------------------------- |
| {\displaystyle {\ce {C22H28}}}       | Tetramantaan Tetramantaan, als chiraal diamantoïde |
| {\displaystyle {\ce {C22H28FN3O6S}}} | Rosuvastatine                                      |
| {\displaystyle {\ce {C22H28NO2}}}    | Danazol                                            |
| {\displaystyle {\ce {C22H28N2O}}}    | Fentanyl                                           |
| {\displaystyle {\ce {C22H28N2O3}}}   | Hirsutine                                          |
| {\displaystyle {\ce {C22H28O5}}}     | Pyrethrine II                                      |

## C22H29
| Brutoformule                         | Naam                                |
| ------------------------------------ | ----------------------------------- |
| {\displaystyle {\ce {C22H29FN3O9P}}} | Sofosbuvir                          |
| {\displaystyle {\ce {C22H29FO4}}}    | Desoximetason                       |
| {\displaystyle {\ce {C22H29FO5}}}    | Betamethason                        |
| {\displaystyle {\ce {C22H29FO5}}}    | Dexamethason ~ Ook wel: framycetine |
| {\displaystyle {\ce {C22H29F2N3O}}}  | Pimozide                            |

## C22H30
| Brutoformule                         | Naam                                                              |
| ------------------------------------ | ----------------------------------------------------------------- |
| {\displaystyle {\ce {C22H30Cl2N10}}} | Chloorhexidine                                                    |
| {\displaystyle {\ce {C22H30NO5S}}}   | Latrunculine A ~als latrunculine                                  |
| {\displaystyle {\ce {C22H30N6O4S}}}  | Sildenafil ~ Ook wel: Viagra                                      |
| {\displaystyle {\ce {C22H30O2}}}     | Anacardinezuur ~ Ook wel: anacardisch zuur anacardisch zuur C15:3 |
| {\displaystyle {\ce {C22H30O5}}}     | Pyrethrine ~ Ook wel: jasmoline II                                |

## C22H31
| Brutoformule                       | Naam        |
| ---------------------------------- | ----------- |
| {\displaystyle {\ce {C22H31NO}}}   | Tolterodine |
| {\displaystyle {\ce {C22H31NO3}}}  | Oxybutynine |
| {\displaystyle {\ce {C22H31N3O5}}} | Cilazapril  |

## C22H32
| Brutoformule                         | Naam                                                   |
| ------------------------------------ | ------------------------------------------------------ |
| {\displaystyle {\ce {C22H32Cl4N10}}} | Chloorhexidine-dihydrochloride                         |
| {\displaystyle {\ce {C22H32O2}}}     | Docosahexaeenzuur ~ Ook wel: DHA ~ als omega 3-vetzuur |
| {\displaystyle {\ce {C22H32O4}}}     | Diheptylftalaat                                        |
| {\displaystyle {\ce {C22H32O4}}}     | Iloprost                                               |

## C22H34
| Brutoformule                     | Naam                                                                               |
| -------------------------------- | ---------------------------------------------------------------------------------- |
| {\displaystyle {\ce {C22H34O2}}} | Docosapentaeenzuur IUPAC: 4Z,7Z,10Z,13Z,16Z,19Z-docosa-4,7,10,13,16,19-hexaeenzuur |

## C22H36
| Brutoformule                     | Naam                                                     |
| -------------------------------- | -------------------------------------------------------- |
| {\displaystyle {\ce {C22H36P2}}} | Et-DuPhos ~ IUPAC: 1,2-bis(2,5-di-ethylfosfolano)benzeen |

## C22H37
| Brutoformule                        | Naam                                                                                               |
| ----------------------------------- | -------------------------------------------------------------------------------------------------- |
| {\displaystyle {\ce {C22H37NO2}}}   | Anandamide (5Z,8Z,11Z,14Z)-N-(2-hydroxyethyl)icosa-5,8,11,14-tetraenamide arachidonoylethanolamide |
| {\displaystyle {\ce {C22H37N2PSi}}} | Anandamide (Bis(di-iso-propyl)fosfino)(trimethylsilyl)ylideen ~ als Stabiel carbeen                |

## C22H38
| Brutoformule                     | Naam                                                         |
| -------------------------------- | ------------------------------------------------------------ |
| {\displaystyle {\ce {C22H38O5}}} | Misoprostol                                                  |
| {\displaystyle {\ce {C22H38O7}}} | Ascorbylpalmitaat ~ E304 ~ Ascorbinepalmitaat toepassing van |

## C22H42
| Brutoformule                     | Naam                                 |
| -------------------------------- | ------------------------------------ |
| {\displaystyle {\ce {C22H42O2}}} | Erucazuur Lijnzaadolie, erucazuur in |

## C22H43
| Brutoformule                        | Naam      |
| ----------------------------------- | --------- |
| {\displaystyle {\ce {C22H43N5O13}}} | Amikacine |

## C22H44
| Brutoformule                     | Naam                               |
| -------------------------------- | ---------------------------------- |
| {\displaystyle {\ce {C22H44O2}}} | Beheenzuur ~ als Verzadigd vetzuur |

## C22H46
| Brutoformule                    | Naam                                                    |
| ------------------------------- | ------------------------------------------------------- |
| {\displaystyle {\ce {C22H46O}}} | Docosan-1-ol ~ Ook wel: Behenylalkohol ~ als Vetalcohol |

## C22H48
| Brutoformule                          | Naam                            |
| ------------------------------------- | ------------------------------- |
| {\displaystyle {\ce {C22H48ClN}}}     | Didecyldimethylammoniumchloride |
| {\displaystyle {\ce {C22H48Cl3N3O6}}} | Polidroniumchloride             |
| {\displaystyle {\ce {C22H48N12O2}}}   | Ciraparantag                    |